# Alien Love Secrets
Alien Love Secrets è un'EP di Steve Vai pubblicato nel 1995 e realizzato in circa 6 settimane durante la composizione dell'album Fire Garden.
L'album è stato concepito per chitarra, basso e batteria, con tastiere molto essenziali. Lo stesso Vai lo considera uno dei suoi album più semplici e decise di pubblicarlo nel bel mezzo della registrazione di Fire Garden visto il grosso lavoro ancora da affrontare su quest'ultimo e il desiderio di non far passare troppo tempo tra il precedente album Sex and Religion e una nuova release. Il riff della traccia 'Bad Horsie' deriva da uno proposto nel film Mississippi Adventure. In 'The Boy from Seattle' è facile riconoscere lo stile di Jimi Hendrix, mentre la canzone 'Ya-Yo Gakk' è basata su dei motivetti cantati da uno dei figli di Vai.

## Tracce
Tutte le tracce scritte da Steve Vai.
1. Bad Horsie – 5:51
2. Juice – 3:44
3. Die to Live – 3:53
4. The Boy from Seattle – 5:04
5. Ya-Yo Gakk – 2:52
6. Kill the Guy With the Ball – 7:02
7. Tender Surrender – 5:03